# Bitka za Ludbreg
Bitka za Ludbreg odvila se od 2. do 3. listopada 1943. godine, kada su snage NOVJ pod zapovjedništvom štaba Druge operativne zone Hrvatske napale su i osvojile ustaško-njemačko uporište Ludbreg kod Varaždina. Borbe za Ludbreg završene su poslije 8 sati ujutro 3. listopada, dok su oštre borbe za odbijanje ustaške intervencije iz Varaždina potrajale do poslijepodnevnih sati istog dana.
Ustaško-njemačkim snagama nanešeni su gubici od oko 600 izbačenih iz stroja, a snage NOVJ-a su u osvojenom uporištu zaplijenile znatnu količinu oružja, municije i ratne opreme.
Ova akcija imala je veliki odjek i veliki utjecaj na jačanje partizanskih snaga i intenziviranje antifašističke borbe u sjeverozapadnoj Hrvatskoj.

## Prethodna situacija
Teritorij Druge operativne zone Hrvatske (sjeverozapadna Hrvatska) imao je veliko vojno i političko značenje za obje strane. Viši štabovi NOV i POJ od početka 1942. izvodili su zajednička borbene akcije snaga Druge operativne zone i drugih snaga na ovom području u cilju ugrožavanja osovinskih pozicija i razvijanja lokalnih partizanskih postrojbi masovnijim uključivanjem hrvatskog stanovništva u NOP. U drugoj polovini 1943. Štab zone zapovjedao je 13. proleterskom brigadom, brigadom „Braća Radić“, te Zagrebačkim i Kalničkim partizanskim odredom. Od rujna do prosinca 1943. štabu zone stavljena je na raspolaganje i 28. slavonska divizija.
Prva veća operacija u kojoj je ova divizija upotrijebljena bio je napad na Ludbreg s 2. na 3. listopada.
Prema planu napada i zapovijedi štaba 2. operativne zone, za napad na uporišta u samom mjestu bila je predviđena 17. slavonska brigada. Brigada „Braća Radić“ imala je zadatak zatvaranja pravaca od Varaždina, a 21. slavonska brigada zadatak osiguranja od Koprivnice.
Prema podacima kojima je raspolagao štab zone, posadu Ludbrega činila je bojna domobranske 2. pješadijske pukovnije, oko 150 „gestapovaca“, četa od oko 150 pripadnika njemačke feldžandarmerije, i satnija ustaša. Njemačke policijske i vojne službenike raznih službi po gradovima dokumenti jedinica NOVJ-a u pravilu nazivaju zbirnim imenom „gestapovci“, iako nisu svi bili službenici Gestapoa. Ove njemačke skupine najčešće su svojom upornošću predstavljale najtvrđe jezgro obrane prilikom napada partizana.
Ovi podaci pokazali su se pouzdanim, osim što je ustaška satnija prethodno prebačena u Varaždin, što partizanski obavještajci nisu zapazili. Na garnizon jačine oko 700 ljudi napadala je 17. slavonska brigada koja je tada imala oko 1.100 boraca.

## Borba u Ludbregu
Prvi bataljun trebao je nastupiti sa sjeveroistočne strane, sa zadatkom da likvidira uporišta u domobranskoj kasarni (150 vojnika) i školi (200 vojnika). Zadatak 2. bataljuna bio je da se bez zadržavanja na vanjskoj obrani uvuče u uporište i jednom četom likvidira ustaški logor, drugom zgradu Gestapoa, a trećom zgradu pošte i rovove oko nje. 3. bataljon napadao je s jugozapadnog pravca na rovove do rijeke Bednje. Nakon likvidacije trebao je udarom s leđa potpomoći postrojbe 2. bataljuna koje su trebale napasti ustaške zgrade, te zauzeti žandarmerijske kasarne i likvidirati bunker ispred žandarmerije. 4. bataljonu zadan je pravac sa sjeveroistoka prema željezničkoj postaji (50 domobrana). Nakon zauzimanja postaje, trebao je uključiti se u koncentričan napad ustašku, gestapovsku i žandarmerijsku zgradu. Top i oba minobacača priključeni su snagama ovog bataljuna u cilju što bržeg izvršenja zadatka.
Napad na svim sektorima počeo je prema planu, 2. listopada u 24:00 sata. Najveće probleme imao je 1. bataljun na svom sektoru. Njegov napad bio je odbijen uz gubitke. Ostali bataljuni uspješno su razvijali napad. Presudni uspjeh koji je pokolebao obranu, bio je prodor 3. bataljuna u svitanje u blok zgrada u samom centru mjesta. Oko 8 sati ujutro obrana se raspala i skupine njemačkih i domobranskih vojnika krenule su u neorganizirano probijanje prema okolnim garnizonima, ili preko Drave na mađarski teritorij.

## Borba na Varaždinskom pravcu
U garnizonima oko Ludbrega (Varaždin, Koprivnica i Križevci) bilo je oko 3.000 njemačkih vojnika, ustaša i domobrana. Stoga je u organizaciji akcije velika pažnja posvećena blokiranju pravaca koji iz ovih mjesta vode u Ludbreg.
Na sektoru 21. slavonske brigade, prema Koprivnici, nije bilo značajnijih borbi osim povremenih čarki. Brigada je nakon pada uporišta u Ludbregu uspjela pohvatati oko 100 domobrana koji su bježali iz Ludbrega.
Na pravce koji iz Varaždina vode prema Ludbregu postavljena je udarna brigada „Braća Radić“. Drugi bataljun ove brigade vodio je u zahvatu sela Šemovca najdramatičniju borbu u cijeloj ovoj operaciji.
Drugi bataljun predstavljao je iskusnu borbenu cjelinu. Pod imenom Moslavački udarni bataljun kao cjelina je ušao u brigadu „Braća Radić“ prilikom njezinog formiranja. Posljednjih dana rujna podnio je glavni teret u borbi za Varaždinske Toplice. Pred borbu za Ludbreg imao je 234 borca.
Ovaj bataljun je izašao na položaj sa zakašnjenjem koje autori monografije o 28. slavonskoj diviziji pripisuju grešci štaba brigade „Braća Radić“. Bataljun je, umjesto u 23:30, kako je bilo predviđeno planom, izašao na Varaždinsku cestu tek oko 2 sata poslije ponoći, naišavši pritom u selu Šemovcu na čelo ustaške kolone koja je žurila prema Ludbregu.
Bila je to ustaška bojna pod zapovjedništvom bojnika Oreškovića, brojčano više nego dvostruko jača od bataljuna brigade „Braća Radić“, uz to ojačana tanketama, topništvom i motorizacijom. U Šemovcu se odmah razvila dramatična susretna borba u kojoj su partizani krajnjim naporom uz obostrane žrtve uspjeli zaustaviti i suzbiti ustaške snage.
Ustaška grupacija je, nakon sređivanja i pripreme topništva, još tijekom noći krenula u odlučan napad. Međutim, partizanski bataljun održao je položaj krajnjom upornošću i odlučnošću. Značajnu ulogu odigrao je protutenkovski vod 17. slavonske brigade NOVJ-a, koji je raspolagao britanskom protutenkovskom strojnicom 12,7mm i protutenkovskom puškom. U napadu su bile onesposobljene dvije tankete, a i sam bojnik Orešković je bio ranjen, pa je prebačen u Varaždin u bolnicu.
Nakon svitanja borba je postala još dramatičnija. Kao pojačanje iz Varaždina stigao je „potjerni odjel“ iz sastava Pavelićevog tjelesnog zdruga pod zapovjedništvom bojnika Devčića, koji je preuzeo zapovjedništvo nad cijelom skupinom. 
Topovske kanonade smjenjivali su juriši. Ustaše su krenuli na juriš oko 9 sati ujutro, koncentrirajući udar na sektor uz Dravu, pokušavajući da se probiju na uskom sektoru, međutim bili su ponovno odbijeni.
Za sljedeći odlučni napad obje strane pripremile su taktičko iznenađenje. Predviđajući napad, zapovjednik 2. bataljuna, koristeći konfiguraciju riječne obale, krišom je isturio mitraljesko odjeljenje sa zapovjednikom 2. čete Matom Škrljanom daleko naprijed, u visinu ustaških pripremnih položaja za juriš. Očekivani juriš počeo je oko 11 sati. Međutim, ustaše su sa svoje strane pripremili prepad desantom s ijreke. Tako se s početkom napada Škrljanovo mitraljesko odjeljenje našlo u sredini, između dvije nastupajuće skupine ustaša. To ih međutim nije pokolebalo, i njihova precizna bočna vatra znatno je doprinijela da i ovaj napad bude odbijen.
Oko 13 sati ustaše su osigurali i podršku iz zraka. Prema sjećanju zapovjednika bataljuna Miloša Koraća, u naletu je bilo 9 „štuka“ koje su iz poniranja bombardirale položaje bataljuna, nanoseći im gubitke. Nakon zračnog udara, uslijedio je još jedan uzaludan juriš.
Nakon 15 sati, situacija se izmijenila. Ustašama je postalo jasno da je Ludbreg izgubljen, a brigadi „Braća Radić“ stigli su u pomoć iz Ludbrega bataljuni 17. slavonske brigade. Ustaše su se povukli u Varaždin, pretrpjevši gubitke od 6 onesposobljenih tanketa i većeg broja mrtvih i ranjenih, ali se ovaj broj u izvještajima ne navodi.

## Rezultati i posljedice napada
Snage 2. operativne zone Hrvatske u borbama za Ludbreg imale su ukupno 71 poginulog, 62 ranjena i 4 nestalih boraca. Od toga je 17. slavonska brigada imala 17 poginulih: 12 ih je poginulo u borbama u Ludbregu, a 5 u Šemovcu. Od osam boraca protutenkovskog voda koji je predan na ispomoćbrigadi „Braća Radić“, 5 ih je poginulo, a dvoje ranjeno.
Brigada „Braća Radić“ imala je 54 poginula, 24 ranjena i 4 nestala borca. Od tog broja sam 2. bataljun imao je 42 mrtva i 15 ranjenih.
Prema izvještaju štaba 17. brigade štabu [28. divizije, na njenom sektoru bilo je oko 60 poginulih protivničkih vojnika, a 15 ranjenih je pronađeno i zarobljeno. Ukupno je u Ludbregu zarobljeno preko 400 domobrana s 10 do 12 časnika, 15 žandarma i 30 gestapovaca. Zaplijenjeno je 18 strojnica, od toga 3 teške, 2 laka minobacača i velika količina drugog naoružanja i opreme.
Osim ovih, 21. brigada i brigada „Braća Radić“ zarobile su preko 100 domobrana u bijegu. Broj poginulih ustaša u napadima na položaje brigade „Braća Radić“ nije poznat.
Od zarobljenih domobrana, 3 časnika, 4 zastavnika i oko 100 vojnika je izrazilo želju da ostane u partizanima, pa su odmah raspoređeni po postrojbama.
Pored poginulih u borbi, jedan broj zarobljenih je bio strijeljan: jedan njemački poručnik i jedan podčasnik, ustaški logornik, domobranski zastavnik Rebić i 4—5 vojnika iz njegove grupe, tabornik i načelnik općine Ludbreg, — „sve dokazani i poznati krvnici i ubojice antifašističkih boraca i naroda".
Prema izvještajima formacija NDH, u Koprivnicu se probilo 89 domobrana s jednim zastavnikom, a od gestapovaca, dio se navodno spasio prebacivanjem preko Drave u Mađarsku, a dio prema Varaždinu.
Ovaj uspjeh NOVJ-a daleko je odjeknuo. Osjetivši prisutnost jakih snaga NOVJ-a, njemačko-ustaške snage koncentrirale su se na učvršćivanje obrane Varaždina radi prevencije eventualnog napada. Izveli su dva jača ispada prema Ludbregu, 8. i 12. listopada, koje su partizani odbili.
Skupina pod zapovjedništvom štaba 2. operativne zone nastavila je svoja ofenzivne operacije. Nakon više manjih uporišta, 7. studenog oslobođena je Koprivnica, čime je stvoren kompaktan slobodni teritorij poznat kao „Podravska republika“ koji se održao do prvih dana veljače 1944. godine. U borbama od 28. do 30. studenog oslobođena je Čazma, a od novih dobrovoljaca formiran je Krapinski partizanski odred, dok su Kalnički i Zagrebački odred znatno omasovljeni. Od učvršćenih bataljuna s borbenim iskustvom formirane su Druga moslavačka brigada i brigada „Matija Gubec“ 12. prosinca 1943. njemački stožer 69. armijskog korpusa u Zagrebu bio je prisiljen koncentrirati krupne kombinirane njemačko-ustaške snage za suzbijanje ustanka na ovom graničnom području Trećeg reicha.